# Université Paris Cité
Die Université Paris Cité ist eine französische Universität in Paris. In der jetzigen Form existiert sie seit Anfang 2019 und ging aus der Fusion der Universität Paris V und der Universität Paris VII hervor. Ursprünglich durch Gesetz der Nationalversammlung vom 20. März 2019 unter dem Namen Université de Paris gegründet, trägt sie seit 2022 den Namen Université Paris Cité. Seit ihrer Gründung stand ihr die Medizinerin Christine Clerici als Präsidentin vor. Im Jahr 2023 wurde der Geophysiker Édouard Kaminski zu ihrem Nachfolger gewählt.
Im Januar 2020 wurde das Institut de physique du globe de Paris (IPGP) als rechtlich weiterhin eigenständige Teileinheit in die Université Paris Cité integriert. Seit Juli 2021 ist das Institut Pasteur Partnerorganisation der Université Paris Cité.

## Internationale Rankings
Die Université de Paris ist auf internationaler und nationaler Ebene in den größten Hochschulranglisten vertreten.
Auf internationaler Ebene gemäß dem Shanghai-Ranking 2020:
- 12. Weltuniversität für Geowissenschaften[7]
- 21. Weltuniversität für Pharmazie
- 22. Weltuniversität für Mathematik
- 24. Weltuniversität für Physik
- 37. Weltuniversität für Humanbiologie
- 41. Weltuniversität für klinische Medizin
- 47. Weltuniversität für Zahnmedizin

Im Shanghai-Ranking 2024 nahm sie als ganze Universität weltweit den 60. Rang ein.